# Fredhällsbron
Fredhällsbron est un pont situé à Stockholm en Suède,.

## Situation
Fredhällsbron relie l'île de Lilla Essingen à Fredhäll, un quartier de l'île de Kungsholmen, et, formant le tronçon de l'autoroute Essingeleden, relie l'échangeur de Lilla Essingen au tunnel de Fredgellstunneln.
Fredhällsbron est un pont autoroutier qui fait partie de l'Essingeleden. 
Le pont traverse la baie Mariebergsundet et jouxte l'embouchure sud du tunnel Fredhällstunneln puis continue jusqu'à Lilla Essingen. 
Le pont est constitué de sections en béton précontraint qui forment deux chaussées parallèles distinctes, chacune mesurant 270 mètres de long et 14,8 mètres de large avec un hauteur libre de 7,5 mètres,.
Le nom vient du quartier de Fredhäll.
La chaussée de l'Est a été inaugurée en même temps que l'Essingeleden le 21 août 1966, mais toujours avec une circulation à gauche. La moitié ouest du pont a été mise en service avec une circulation à droite le 3 septembre 1967.

## Galerie

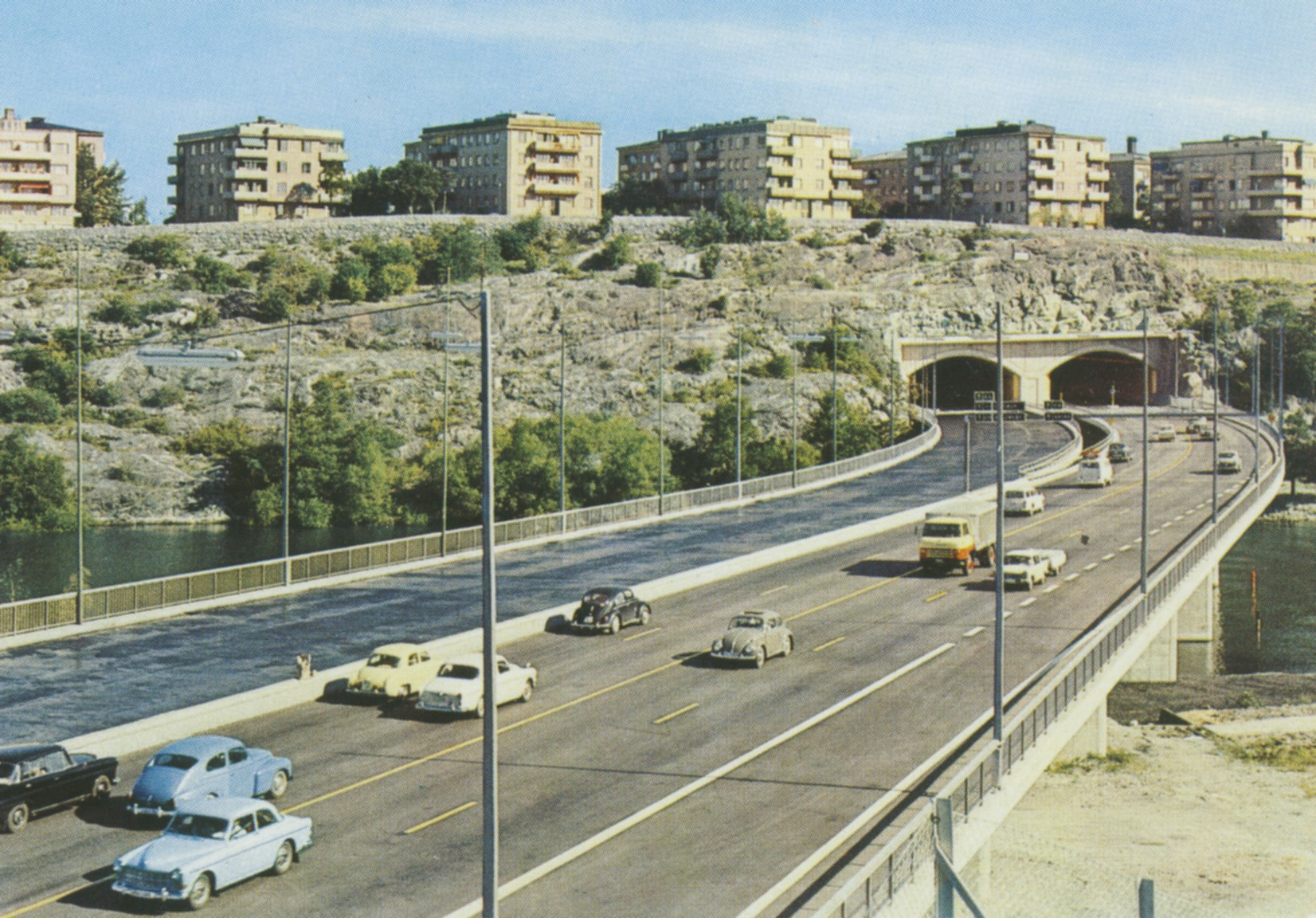
Fredhällsbron après l'inauguration en 1966.
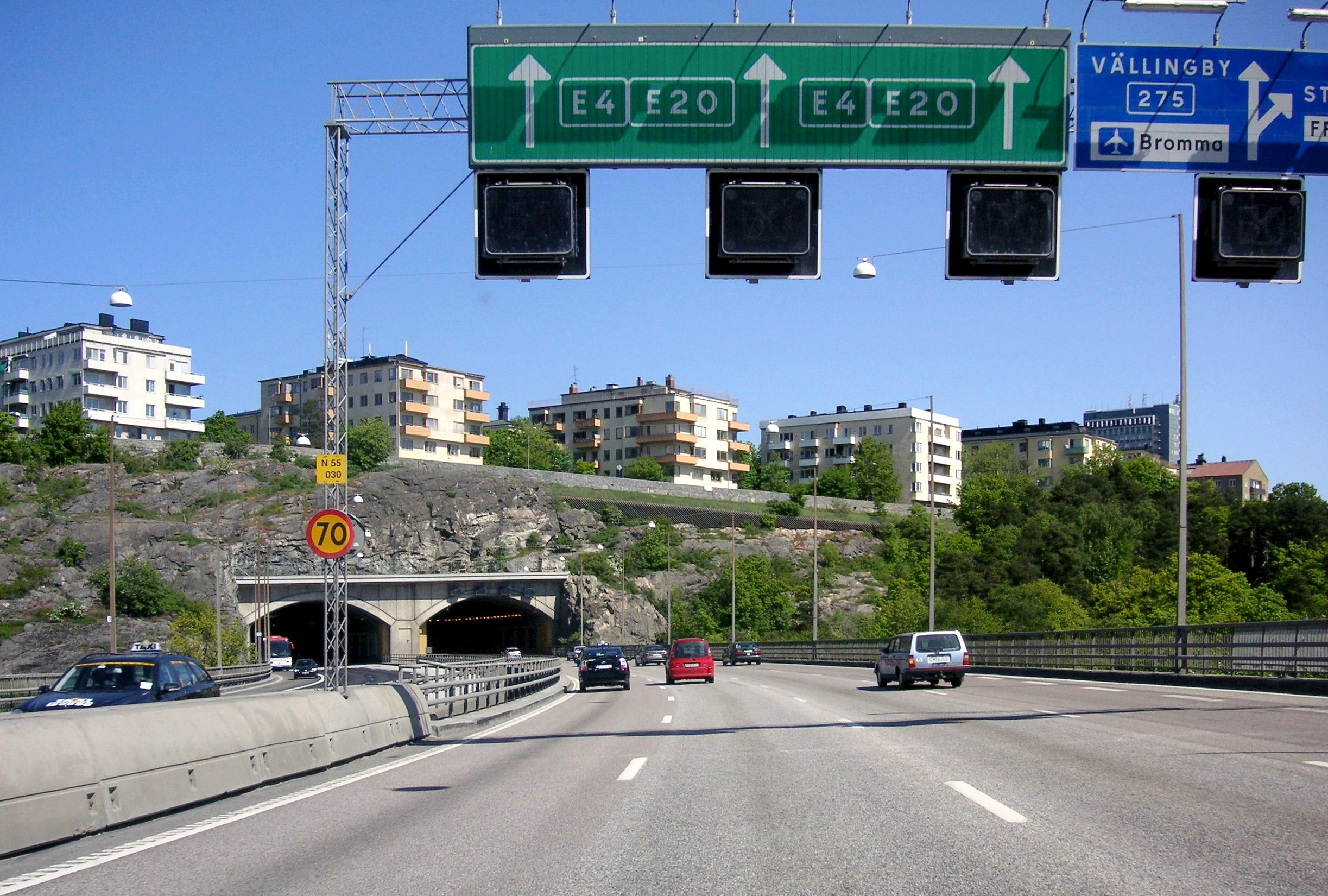
Sur le pont au nord avec le Fredhällstunneln au find en 2008.
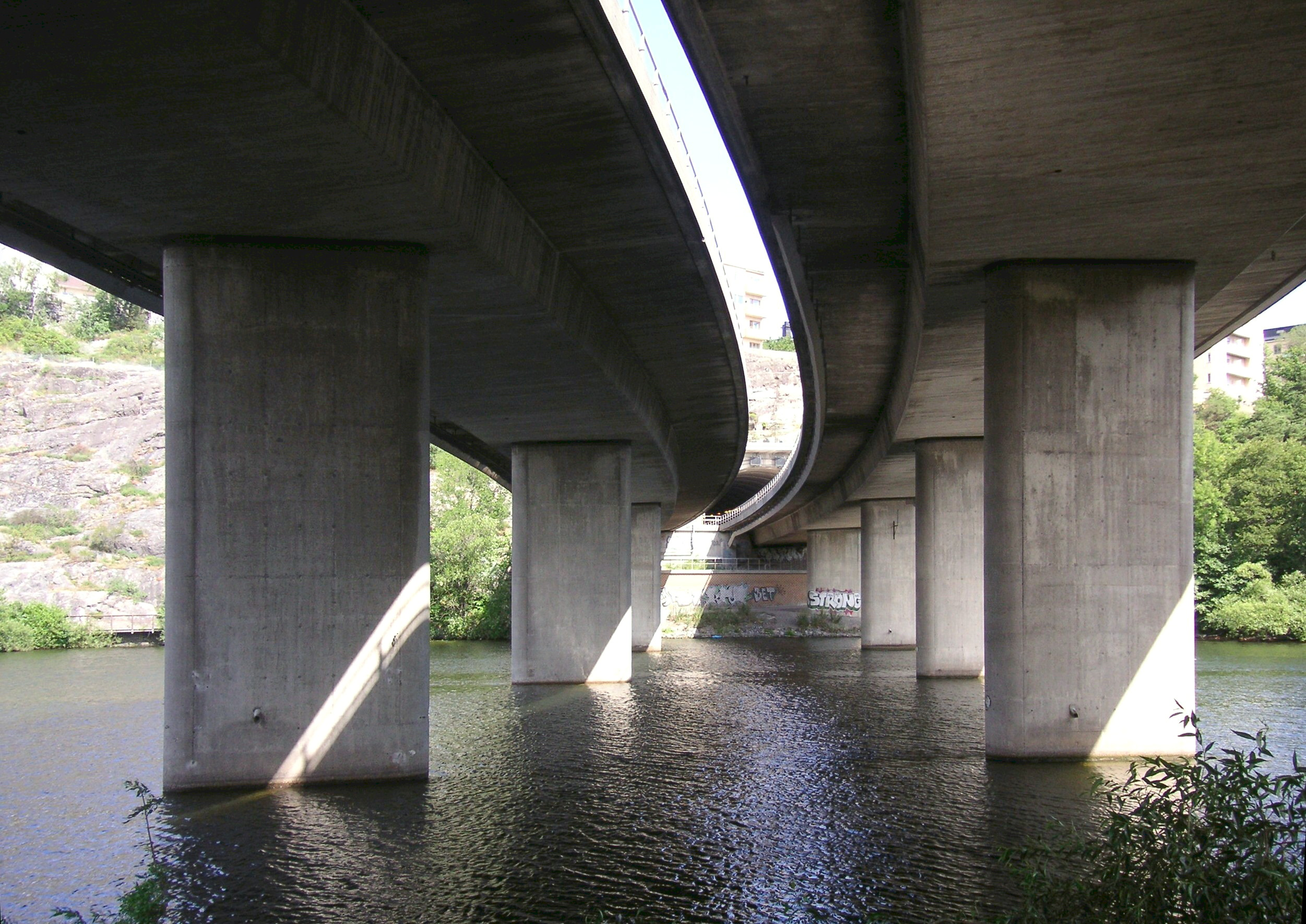
Piliers du pont vus de Lilla Essingen vers le nord, 2008.
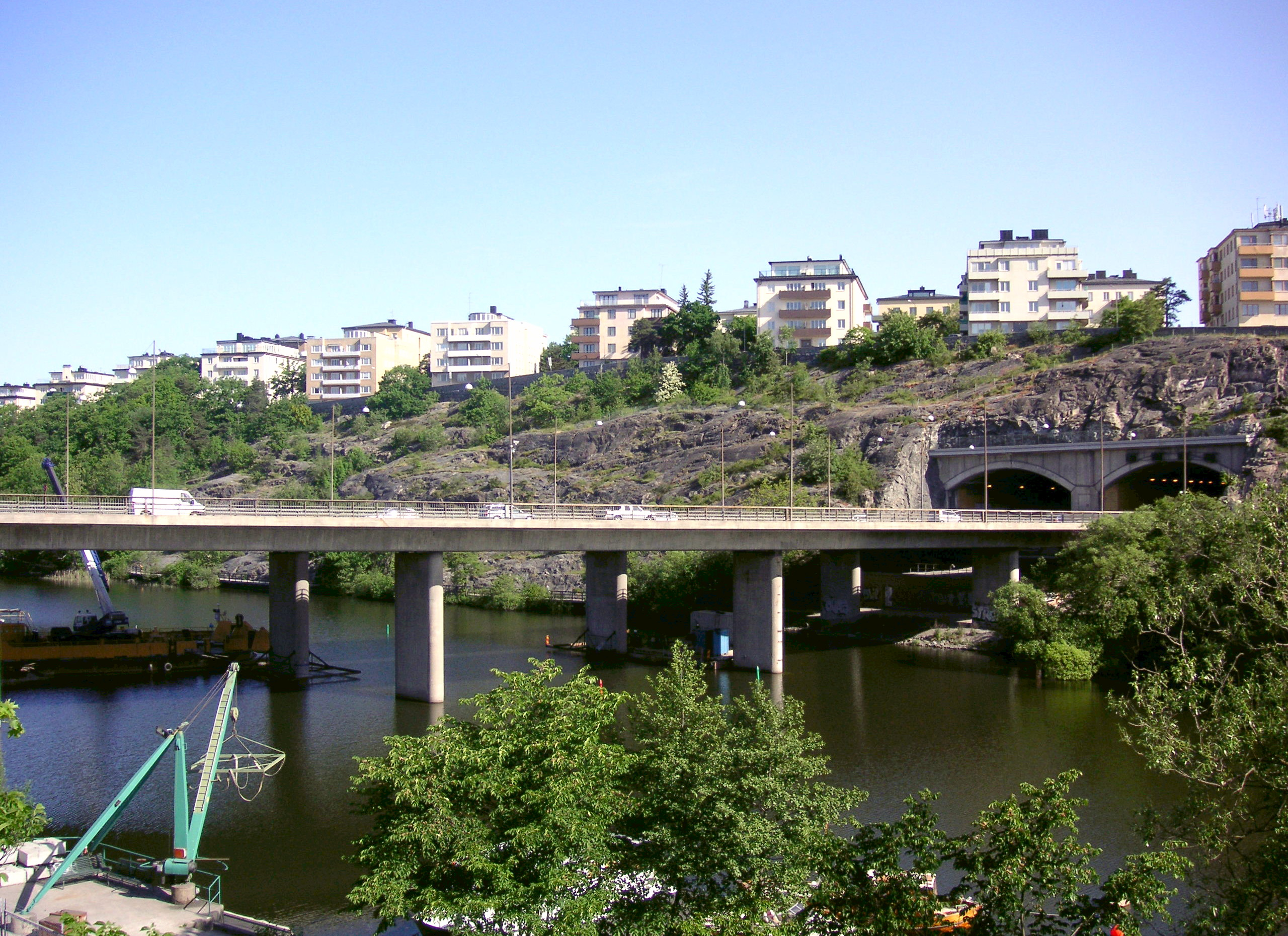
Fredhällsbron vu de Lilla Essingen, 2008.